# Samuel Baron
Pour les articles homonymes, voir Baron.
Samuel Baron, né le 27 avril 1925 à New York et mort dans la même ville le 16 mai 1997, est un flûtiste et chef d'orchestre américain.

## Biographie
Samuel Baron fait ses études au Brooklyn College ainsi qu'à la Juilliard School. Il y travaille la flûte avec Georges Barrère et Arthur Lora. Il étudie la direction d'orchestre avec Edgar Schenkman. Il est engagé dans plusieurs orchestre comme flûtiste.
En 1948, il fonde le New York Brass Ensemble. Il enseigne en parallèle à la Mannes School of Music, à la Guilliard School of Music et à l'Université Yale. À partir de 1966, il enseigne à l'Université d'État de New York à Stony Brook. Il publie notamment Chamber Music for Winds en 1969 à New York.